# 四つの近代化
四つの近代化（よっつのきんだいか、中：四个现代化、拼音: sì ge xiàndàihuà）は、中華人民共和国で策定された国家計画であり、国民経済において、工業、農業、国防、科学技術の四つの分野で近代化を達成することを目標とした。

## 周恩来の宿願としての「四つの近代化」
この「工業、農業、国防、科学技術」という4部門での近代化は、建国以来の中国共産党指導者たちの重要な目標であった。1956年には、すでに劉少奇が1956年9月の中共第8回全国大会における「政治報告」において提唱している。しかし、この劉少奇の提案は、「大躍進」政策（1958年-1960年）の前に実現することはなかった。1964年には、周恩来が第3期全人代第1回会議での「政府活動報告」において、これらの4部門の近代化を提起している。1973年周恩来は、「四人組」との激しい確執を経つつも、中共第10回全国大会を主催し、林彪事件にも決着を付け、さらに鄧小平の復活を果たした。毛沢東と周恩来の合意の下、1973年3月鄧小平は、国務院副総理の職務を回復した。1975年1月に11年ぶりに第4期全人代第1回会議を主催した。ここで、周恩来は「政府報告」を行い、その中で「今世紀内に農業、工業、国防、科学技術の全面的な近代化を実現し、中国の国民経済を世界の前列に立たせる」と提唱した。周の基本路線は、<1>アメリカと国交を回復することで軍事包囲網を解き、同時に技術移転の封鎖網をも解き、<2>外国から導入する先進プラントを軸に経済建設の方向を組み立てることであった>。これは必然的に専門家を重視する社会に組み替えることを意味する。言い換えると、<1>は「国際的な階級闘争の連帯」の放棄であり、<2>は「肉体労働者が政府や企業内の各段階の権力を握らなければならない」という階級論を変えようとするものである。つまり社会主義社会で知識の有る者、権力の有る者が階級という集団をつくり、肉体労働者、底辺労働者を支配するという毛沢東とその左の思想を継承した「文革派」を、外交をテコに実態で崩していく路線であった。しかし、周のこの提唱は、文化大革命の嵐の前に吹き飛ばされ実現しなかった。文革左派にとって最も耐え難かったことは、専門家の実質的な重用であったと思われる。1976年4月に党の機関誌『紅旗』で方海の名で「洋奴哲学を批判する」という外国技術導入に対する痛烈な批判をしていた。これに対し周恩来は、陳雲、王震らの幹部とともに、引き続き行政や経済の立て直し（経済整頓）に奔走したが、このときには、彼の体をガンが蝕んでいた。病床に伏す時間の多くなった周に代わって、鄧小平が日常工作を取り仕切るようになった。しかし、周や鄧の「脱文革」と「整頓・建設」路線は、文革の推進者である江青らの「四人組」の激しい攻撃にあった。1976年1月8日、周恩来が死去すると、鄧小平は後ろ盾を失った。1月15日に周の追悼集会が開かれ、そこで弔辞を述べた鄧小平は、その直後権力の座から引きずり降ろされた。

## 華国鋒の目指した「四つの近代化」
1976年9月9日に毛沢東が死去すると、「四人組」と「反四人組グループ」との権力闘争が激しくなった。華国鋒を中心とする「反四人組グループ」が、「四人組」を電撃的に逮捕し、「あなたがやれば私は安心だ」という「遺訓」をうけたとされた華が実権を握ることとなった。華は、毛沢東路線の忠実な後継者であることを示すために、「二つのすべて」を掲げると同時に、独自に経済再建に取り組んだ。1978年2月の第5期全人代第1回会議が開かれ、そこでも「四つの近代化」を掲げた。しかし華国鋒体制下の経済建設計画は、もともと極めて少ない外資が底を突き行き詰った。しかも中国経済の現実に立脚していなかったため、先進技術の効果的な利用もままならず、大量の経済浪費を生み出した。鄧小平、陳雲らは華の政策を、「大躍進」をもじって、「洋躍進」と批判した。

## 鄧小平の復活と「四つの近代化」
1978年の中共第11期三中全会において、「二つのすべて」派が退場した後の1979年に、鄧小平は「四つの近代化」を国の最重要課題と位置付けた。その内容は、
1. まず国民総生産（GNP）を1980年の2倍にする
2. 20世紀末までにGNPをさらに2倍にし、国民生活をある程度裕福な水準に高める
3. 21世紀半ばまでにGNPをさらに4倍にし、中進国の水準にする

という3段階で実現を目指すことが決まった。1982年に制定された現行の中華人民共和国憲法において前文に記述された「（第7段目）中国の各民族人民はひきつづき中国共産党の指導のもと、マルクス・レーニン主義と毛沢東思想の誘導のもと、人民民主独裁を堅持し、社会主義の道を堅持し、たえず社会主義の諸制度を改善し、社会主義的民主を発展させ、社会主義の法制度を健全にし、自力更生、刻苦奮闘、工業、農業、国防、科学技術の近代化を逐次実現し、わが国を高度の文明と高度の民主主義をそなえた社会主義国家に建設するであろう」とある。最近では、世界最先端のハイテクの導入に関心が移っている。

## 魏京生と「五つの近代化」
1979年中国がベトナムと戦闘の最中、公園整備労働者である魏京生は、ガリ版雑誌『探索』を発行して、「四つの近代化に加えて、政治の近代化が必要だ」との論陣を張っていた。彼は、「民主か、それとも新たな独裁か」という壁新聞を貼りだして、鄧小平が新しい独裁者になろうとしている、と警戒を呼び掛けた、。魏は、鄧小平に「思想解放、実事求是」を唱える改革者の一面と、従来の中国の支配者に共通する権力的な一面があることを鋭く見抜いたのである。鄧小平はこれに激怒したとされる。魏は、この直後、外国人記者に対ベトナム戦の司令官の名前や中国軍の損害についての「巷の噂」を話したことが、「機密漏洩」にあたるとされて逮捕され、懲役15年の判決を受けた。1993年秋に「繰り上げ釈放」されるまで、14年半を獄中で過ごした。1993年秋は、中国が2000年のオリンピックの北京招致に必死になっていた時期である。